# Georg Neemann
 (août 2023).
Si vous disposez d'ouvrages ou d'articles de référence ou si vous connaissez des sites web de qualité traitant du thème abordé ici, merci de compléter l'article en donnant les références utiles à sa vérifiabilité et en les liant à la section « Notes et références ».
Georg Neemann (né le 7 novembre 1917 à Höchst et mort le 6 février 1993 à Neuss) est un syndicaliste et homme politique allemand (SPD).

## Biographie
Après avoir ses études à l'école primaire et secondaire, Neemann suit un apprentissage commercial dans l'industrie de la bijouterie. Il travaille ensuite comme employé dans le secteur des chantiers navals. Il devient soldat dans la Wehrmacht en 1933, participe à la Seconde Guerre mondiale en tant que soldat de 1939 à 1945 et est finalement fait prisonnier de guerre par les Britanniques.
Après son retour de captivité, Neemann rejoint le service administratif municipal de Lengerich, où il devient chef de l'Office des réfugiés et du logement en 1946. Il travaille ensuite brièvement dans l'industrie métallurgique. De 1948 à 1950, il est directeur de publication de l'Osnabrücker Zeitung.
Neemann rejoint l'ÖTV en 1946 et passe ensuite à IG Metall. De 1950 à 1957, il est secrétaire de district et de 1957 à 1963 directeur de district de IG Metall pour Münster et l'Est-Westphalie. De 1963 à 1967, il est président du district d'État DGB de Rhénanie-du-Nord-Westphalie. Il est également membre du comité exécutif fédéral du DGB jusqu'en 1975.

## Politique
Pendant la République de Weimar, Neemann rejoint la Jeunesse Socialiste Ouvrière (SAJ). Après l'arrivée au pouvoir des national-socialistes, il est brièvement arrêté en 1935 pour travail illégal pour la SAJ. En 1946, il rejoint le SPD. Il est ensuite élu président de l'association SPD  pour l'arrondissement de Neuss-Stadt.
Neemann est député du Bundestag de 1965 à 1972. Au cours de la cinquième législature (1965-1969), il est élu au Bundestag sur la liste officielle de Rhénanie-du-Nord-Westphalie. Au cours de la sixième législature (1969-1972), il représente la circonscription de Düsseldorf-Mettmann II au Bundestag.

## Récompenses
Neemann est fait officier de l'ordre du Mérite de la République fédérale d'Allemagne.